# پیست اسکی تربیت‌بدنی فارس
پیست اسکی تربیت‌بدنی اردکان فارس یا پیست اسکی سپیدان، نام یکی از پیست‌های اسکی استان فارس می‌باشد. 

## جغرافیا
این پیست اسکی در ۹ کیلومتری پیست اسکی پولادکف و ۸۰ کیلومتری شمال شهر شیراز، ۵ کیلومتری اردکان فارس واقع شده‌است. حداکثر ارتفاع این پیست از سطح دریا ۲۶۵۵ متر می‌باشد.

## منبع
1. ↑  «sepidan ski resort guide».
2. ↑  «pooladkaf ski resort guide».